# Пахомово (посёлок железнодорожной станции, Заокский район)
Пахомово — поселок железнодорожной станции в Заокском районе Тульской области в составе Демидовского сельского поселения.

## География
Поселок находится в северной части Тульской области на расстоянии приблизительно 14 километров по прямой на юго-восток от посёлка Заокский, административного центра района у одноименной железнодорожной платформы.

## История
В 1867 году здесь была открыта станция Пахомово (ныне железнодорожная платформа), названная по ближайшей деревне. После Великой Отечественной войны рядом со станцией вырос поселок Пахомово, построенный для работников местного племзавода. С течением времени поселки фактически слились. На карте 1989 года поселок станции уже не был показан отдельно от поселка Пахомово. Ныне поселок станции фактически существует только на бумаге, кадастровые номера участков относятся к поселку Пахомово.

## Население
Постоянное население поселка не было учтено как в 2002 году, так и в 2010.